# Centralny Fundusz Rozwoju Nauki i Techniki
Centralny Fundusz Rozwoju Nauki i Techniki – instrument finansowy mający na celu wspierać rozwój prac naukowych i przyspieszać wdrażanie postępu naukowo-technicznego.

## Powstanie Funduszu
Na podstawie ustawy z 1985 r. o centralnych funduszach rozwoju nauki i techniki powstał Fundusz.

## Przeznaczenie Funduszu
Centralny Fundusz Prac Badawczych i Rozwojowych przeznaczony był na finansowanie prac z zakresu nauki i postępu technicznego o podstawowym znaczeniu dla rozwoju społeczno-gospodarczego kraju.
Prezydium Komitetu do Spraw Nauki i Postępu Technicznego wydzielała część funduszu na:
- nagrody za szczególne osiągnięcia w dziedzinie nauki i wdrażania, postępu naukowo-technicznego,
- stypendia na rozwiązywanie zadań badawczych, rozwojowych i wdrożeniowych o istotnym znaczeniu dla gospodarki narodowej.
- Centralny Fundusz Wspomagania Wdrożeń przeznaczony był na dofinansowanie przedsięwzięć wdrożeniowych o istotnym znaczeniu dla gospodarki narodowej, a także na udziały Skarbu Państwa w przedsiębiorstwach mieszanych lub spółkach handlowych będących jednostkami innowacyjnymi oraz na dochody Funduszu Zmian Strukturalnych w Przemyśle.

Gospodarkę Funduszem prowadzono na podstawie rocznych planów tego Funduszu, uchwalanych przez Sejm. Projekty rocznych planów Funduszu przedstawiała do uchwalenia Sejmowi Rada Ministrów wraz z projektem budżetu Państwa. Rada Ministrów przedstawiała Sejmowi corocznie sprawozdanie z gospodarki środkami Funduszu wraz z rocznym sprawozdaniem z wykonania budżetu Państwa.

## Dochody Funduszu
Dochodami Funduszu były:
- dotacje z budżetu centralnego,
- wpłaty przedsiębiorstw państwowych, przedsiębiorstw mieszanych,
- wpłaty spółek handlowych, w których Skarb Państwa albo jednostki gospodarki uspołecznionej posiadają udział wynoszący ponad 50% kapitału zakładowego,
- inne wpływy określane w odrębnych przepisach.

## Podział środków Funduszu
Środki Funduszu dzieliły się na:
- Centralny Fundusz Prac Badawczych i Rozwojowych,
- Centralny Fundusz Wspomagania Wdrożeń.

Podziału środków Funduszu dokonywała corocznie Rada Ministrów na wniosek Komitetu do Spraw Nauki i Postępu Technicznego przy Radzie Ministrów. Rada Ministrów określała równocześnie wysokość środków Centralnego Funduszu Wspomagania Wdrożeń podlegających przekazaniu na dochody Funduszu Zmian Strukturalnych w Przemyśle.

## Dysponowanie Funduszem
Środkami przydzielonymi na poszczególne cele i zadania gospodarowali:
- w odniesieniu do środków Centralnego Funduszu Prac Badawczych i Rozwojowych ministrowie (kierownicy urzędów centralnych) oraz Sekretarz Naukowy Polskiej Akademii Nauk,
- w odniesieniu do środków Centralnego Funduszu Wspomagania Wdrożeń – Komitetu do Spraw Nauki i Postępu Technicznego.

## Nadzór nad Funduszem
Ogólny nadzór nad gospodarką środkami Funduszu sprawował kierownik Urzędu Postępu Naukowo-Technicznego i Wdrożeń, który ponadto prowadził sprawy związane z gromadzeniem i podziałem środków Funduszu.
Natomiast Prezydium Komitet do Spraw Nauki i Postępu Technicznego przy Radzie Ministrów dokonywało oceny wyników realizacji programów badawczych i rozwojowych oraz działalności wdrożeniowej.

## Zniesienie Funduszu
Na podstawie ustawy z 1990 r. o zniesieniu i likwidacji niektórych funduszy przeszedł w stan likwidacji Centralny Fundusz Rozwoju Nauki i Techniki.